# Roger Bracke
Roger Bracke (Lokeren, 17 maart 1913 – aldaar, 8 januari 1993) was een Belgisch beeldhouwer en medailleur . Hij is voornamelijk bekend vanwege zijn monumenten en werken in de openbare ruimte van o.a. Lokeren. Bracke werkte met natuursteen (waaronder arduin) en brons.

## Biografie
Bracke werd geboren als zoon van een meubelmaker en volgde tekenlessen aan de Nijverheidsschool. Op basis van zijn talent koos hij in 1932 voor een opleiding Beeldhouwkunst aan de Koninklijke Academie voor Schone Kunsten van Gent. Daar was hij een leerling van de Gentse beeldhouwer Geo Verbanck en in zijn vierde studiejaar in 1936 werd hij laureaat van zijn klas. Bracke werd met regelmaat door Verbanck gevraagd om een bijdrage te leveren aan grote herdenkingsmomumenten. Bracke ontwikkelde zich uiteindelijk ook tot zelfstandig kunstenaar die in opdracht diverse monumenten maakte. Daarnaast was hij een veel gevraagd portrettist en ontwerper van plaquettes. 
In zijn beginjaren is de invloed van Verbanck, in de vorm van de art-decostijl, nog duidelijk zichtbaar. Vanaf de jaren vijftig richt hij zich op een meer realistischere vormgeving. Bracke toonde vanaf 1947 zijn werk op zowel groeps- als individuele tentoonstellingen in België. 
De jaren zestig en zeventig worden gezien als het hoogtepunt van zijn creatieve carrière, het was tevens de periode waarin hij het meeste experimenteerde met vormen en materialen. 
Naast zijn werk als beeldhouwer gaf Bracke ook parttime tekenles en les in kunstgeschiedenis aan het Koninklijk Atheneum in Lokeren. 
Bracke stierf in 1993 en is begraven op het kerkhof van Daknam.

## Werken in het openbaar (selectie)
- In het Land der Blinden is Eenoog Koning (1976), Provinciaal Domein Puyenbroeck te Wachtebeke
- Meisje aan de waterkant in brons (1978), Prinses Josephine Charlottepark te Lokeren
- Vredesmonument, beeldengroep in arduin, station te Lokeren

## Galerij

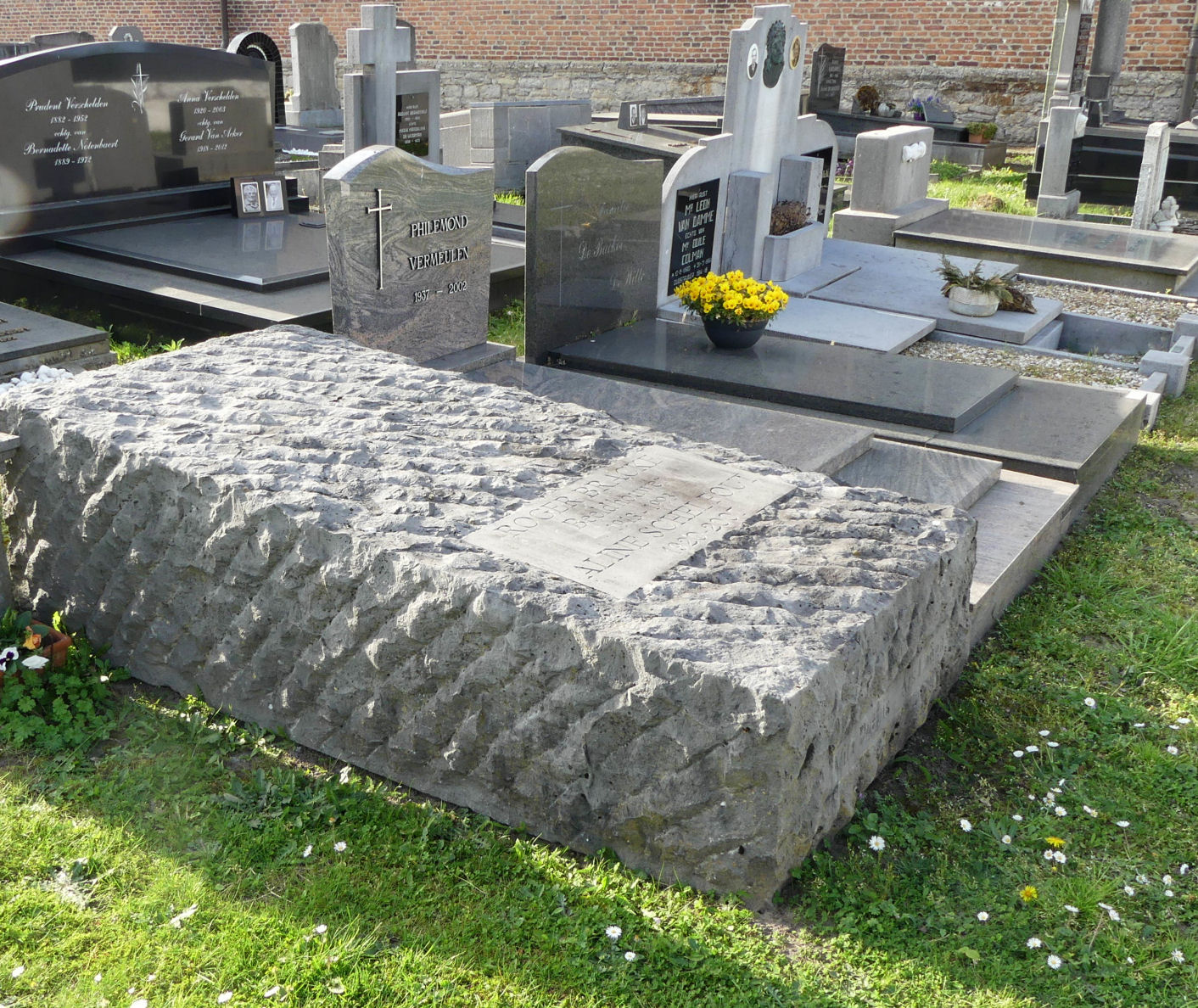
Graf in Daknam
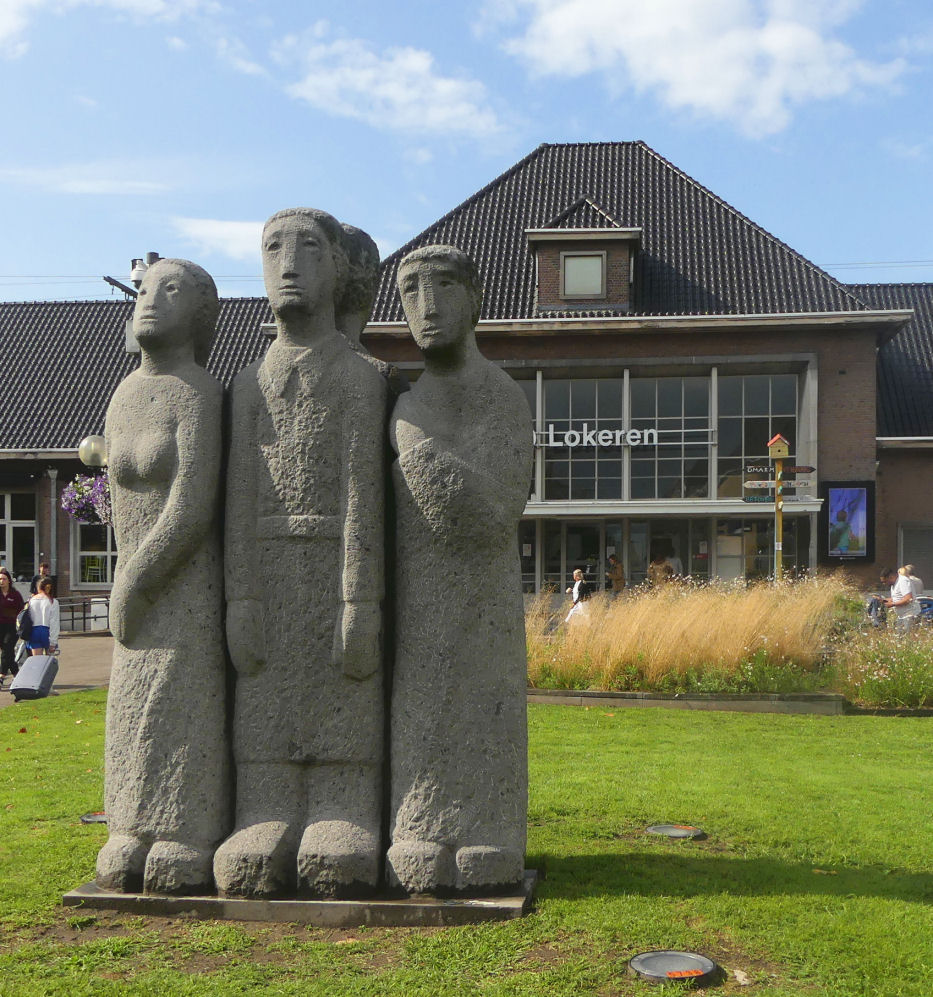
Vredesmonument, station van Lokeren

- RKD-Nederlands Instituut voor Kunstgeschiedenis: 11868